# Curuapira exotica
Curuapira exotica là một loài bọ cánh cứng trong họ Cerambycidae.